# باس خیلینگ
باس خیلینگ (هلندی: Bas Giling؛ زادهٔ ۴ نوامبر ۱۹۸۲) دوچرخه‌سوار اهل هلند است.